# Chamaca (distrito)
O distrito peruano de Chamaca é um dos oito distritos da Província de Chumbivilcas, situa-se no Departamento de Cusco, pertencente ao Departamento de Cusco, Peru.

## Transporte
O distrito de Colquemarca é servido pela seguinte rodovia:
- CU-117, que liga o distrito de Colquemarca à cidade de Velille
- CU-115, que liga o distrito de Livitaca à cidade de Velille
- CU-135, que liga o distrito à cidade de Colquemarca [1][2][3]